# Lijst van Tweede Kamerleden 1854-1856
Lijst van Tweede Kamerleden 1854-1856 geeft een overzicht van de leden van de Nederlandse Tweede Kamer in de periode tussen de periodieke verkiezingen van 1854 en de periodieke verkiezingen van 1856. De zittingsperiode van de Tweede Kamer ging in op 18 september 1854 en eindigde op 16 september 1856.
De Tweede Kamer telde 68 leden, die gekozen werden in 38 districten. Zij werden gekozen voor een termijn van vier jaar; om de twee jaar werd de helft van de Tweede Kamer vernieuwd.
| Naam                                     | groepering                | district         | begindatum        | einddatum         | refs   |
| ---------------------------------------- | ------------------------- | ---------------- | ----------------- | ----------------- | ------ |
| Dirk van Akerlaken                       | liberalen                 | Hoorn            | 18 september 1854 | 19-09-1858 [ d ]  | [ 2 ]  |
| Sebastiaan Anemaet                       | thorbeckianen             | Zierikzee        | 19 september 1854 | 19-09-1858 [ d ]  | [ 3 ]  |
| Jean Baud                                | conservatieven            | Amsterdam        | 18 september 1854 | 19-09-1858 [ d ]  | [ 4 ]  |
| Carolus Beens                            | thorbeckianen             | Tilburg          | 14-06-1853 [ e ]  | 16 september 1856 | [ 5 ]  |
| Jan Bieruma Oosting                      | conservatieven            | Leeuwarden       | 18 september 1854 | 19-09-1858 [ d ]  | [ 6 ]  |
| Steven Blaupot ten Cate                  | liberalen                 | Groningen        | 14-06-1853 [ e ]  | 16 september 1856 | [ 7 ]  |
| Willem Boreel van Hogelanden             | gematigde liberalen       | 's-Gravenhage    | 14-06-1853 [ e ]  | 22 augustus 1855  | [ 8 ]  |
| Johannes Bosscha                         | conservatieven            | Amsterdam        | 18 september 1854 | 19-09-1858 [ d ]  | [ 9 ]  |
| Pieter van Bosse                         | liberalen                 | Rotterdam        | 14-06-1853 [ e ]  | 16 september 1856 | [ 10 ] |
| Johannes Bots                            | thorbeckianen             | Eindhoven        | 14-06-1853 [ e ]  | 5 augustus 1855   | [ 11 ] |
| Johannes Bots                            | thorbeckianen             | Eindhoven        | 10 november 1855  | 16 september 1856 | [ 11 ] |
| Willem de Brauw                          | conservatief-protestanten | Gouda            | 14-06-1853 [ e ]  | 16 september 1856 | [ 12 ] |
| Isaäc ter Bruggen Hugenholtz             | thorbeckianen             | Dokkum           | 18 september 1854 | 19-09-1858 [ d ]  | [ 13 ] |
| Joannes van Deinse                       | conservatieven            | Goes             | 14-06-1853 [ e ]  | 16 september 1856 | [ 14 ] |
| Isaäc Delprat                            | conservatieven            | 's-Gravenhage    | 18 september 1854 | 19-09-1858 [ d ]  | [ 15 ] |
| Jacob Dirks                              | conservatieven            | Leeuwarden       | 14-06-1853 [ e ]  | 16 september 1856 | [ 16 ] |
| Gustaaf Dommer van Poldersveldt          | conservatief-katholieken  | Nijmegen         | 14-06-1853 [ e ]  | 16 september 1856 | [ 17 ] |
| Johannes Donker                          | conservatieven            | Hoorn            | 14-06-1853 [ e ]  | 10 maart 1855     | [ 18 ] |
| Willem Dullert                           | thorbeckianen             | Zutphen          | 20 september 1854 | 19-09-1858 [ d ]  | [ 19 ] |
| Daniël van Eck                           | thorbeckianen             | Middelburg       | 14-06-1853 [ e ]  | 16 september 1856 | [ 20 ] |
| Pieter Elout van Soeterwoude             | antirevolutionairen       | Gorinchem        | 14-06-1853 [ e ]  | 16 september 1856 | [ 21 ] |
| Willem Engelen                           | conservatieven            | Sneek            | 14-06-1853 [ e ]  | 1 april 1855      | [ 22 ] |
| Cornelis van Foreest                     | conservatief-protestanten | Alkmaar          | 14-06-1853 [ e ]  | 16 september 1856 | [ 23 ] |
| Siebert van Franck                       | conservatieven            | Amsterdam        | 18 september 1854 | 19-09-1858 [ d ]  | [ 24 ] |
| Daniël Gevers van Endegeest              | conservatieven            | Leiden           | 14-06-1853 [ e ]  | 23 juni 1856      | [ 25 ] |
| Michel Godefroi                          | gematigde liberalen       | Amsterdam        | 14-06-1853 [ e ]  | 16 september 1856 | [ 26 ] |
| Jan van Goltstein                        | conservatief-liberalen    | Utrecht          | 14-06-1853 [ e ]  | 16 september 1856 | [ 27 ] |
| Guillaume Groen van Prinsterer           | antirevolutionairen       | 's-Gravenhage    | 20 september 1855 | 16 september 1856 | [ 28 ] |
| Jan Heemskerk                            | thorbeckianen             | Haarlem          | 18 september 1854 | 19-09-1858 [ d ]  | [ 29 ] |
| Louis van Heiden Reinestein              | conservatieven            | Assen            | 14-06-1853 [ e ]  | 16 september 1856 | [ 30 ] |
| Johannes Hengst                          | liberalen                 | Boxmeer          | 14-06-1853 [ e ]  | 16 september 1856 | [ 31 ] |
| Cornelis Hoekwater                       | conservatieven            | Delft            | 14-06-1853 [ e ]  | 16 september 1856 | [ 32 ] |
| Wolter van Hoëvell                       | thorbeckianen             | Almelo           | 14-06-1853 [ e ]  | 16 september 1856 | [ 33 ] |
| Mari Hoffmann                            | conservatief-protestanten | Gouda            | 18 september 1854 | 19-09-1858 [ d ]  | [ 34 ] |
| Anthony Hoynck van Papendrecht           | liberalen                 | Rotterdam        | 18 september 1854 | 19-09-1858 [ d ]  | [ 35 ] |
| Herman Huguenin                          | liberalen                 | Sneek            | 18 september 1854 | 6 november 1855   | [ 36 ] |
| Franciscus Jespers                       | thorbeckianen             | Tilburg          | 18 september 1854 | 19-09-1858 [ d ]  | [ 37 ] |
| Jacobus de Kempenaer                     | conservatieven            | Tiel             | 18 september 1854 | 19-09-1858 [ d ]  | [ 38 ] |
| Nicolaas Kien                            | conservatieven            | Utrecht          | 18 september 1854 | 19-09-1858 [ d ]  | [ 39 ] |
| Jacob van Lennep                         | conservatieven            | Steenwijk        | 14-06-1853 [ e ]  | 16 september 1856 | [ 40 ] |
| Charles de Limpens                       | thorbeckianen             | Maastricht       | 30 mei 1855       | 19-09-1858 [ d ]  | [ 41 ] |
| Gijsbertus van der Linden                | thorbeckianen             | Almelo           | 13 februari 1855  | 19-09-1858 [ d ]  | [ 42 ] |
| Pieter de Lom de Berg                    | conservatief-katholieken  | Roermond         | 18 september 1854 | 19-09-1858 [ d ]  | [ 43 ] |
| Johannes Luyben                          | conservatief-katholieken  | 's-Hertogenbosch | 18 september 1854 | 19-09-1858 [ d ]  | [ 44 ] |
| Willem van Lynden                        | antirevolutionairen       | Arnhem           | 14-06-1853 [ e ]  | 16 september 1856 | [ 45 ] |
| Æneas Mackay                             | antirevolutionairen       | Arnhem           | 18 september 1854 | 19-09-1858 [ d ]  | [ 46 ] |
| Maximiliaan de Man                       | liberalen                 | Almelo           | 18 september 1854 | 22 december 1854  | [ 47 ] |
| Karel Meeussen                           | thorbeckianen             | Breda            | 18 september 1854 | 14 december 1855  | [ 48 ] |
| Karel Meeussen                           | thorbeckianen             | Breda            | 8 februari 1856   | 19-09-1858 [ d ]  | [ 48 ] |
| Antonius Meijlink                        | conservatief-katholieken  | Eindhoven        | 18 september 1854 | 19-09-1858 [ d ]  | [ 49 ] |
| Joannes van Nispen van Sevenaer          | liberalen                 | Nijmegen         | 18 september 1854 | 19-09-1858 [ d ]  | [ 50 ] |
| Peter Nolthenius                         | conservatieven            | Hoorn            | 8 mei 1855        | 16 september 1856 | [ 51 ] |
| Johannes van der Poel                    | conservatieven            | Dordrecht        | 14-06-1853 [ e ]  | 16 september 1856 | [ 52 ] |
| Johannes de Poorter                      | thorbeckianen             | 's-Hertogenbosch | 14-06-1853 [ e ]  | 16 september 1856 | [ 53 ] |
| Frederik van Rappard                     | conservatieven            | Amersfoort       | 18 september 1854 | 19-09-1858 [ d ]  | [ 54 ] |
| Johan van Reede van Oudtshoorn           | antirevolutionairen       | Amersfoort       | 14-06-1853 [ e ]  | 16 september 1856 | [ 55 ] |
| Geert Reinders                           | liberalen                 | Zuidhorn         | 18 september 1854 | 19-09-1858 [ d ]  | [ 56 ] |
| Jan Rochussen                            | conservatieven            | Alkmaar          | 18 september 1854 | 19-09-1858 [ d ]  | [ 57 ] |
| Pieter Sander                            | conservatieven            | Dordrecht        | 18 september 1854 | 19-09-1858 [ d ]  | [ 58 ] |
| Willem Schimmelpenninck van der Oye      | conservatieven            | Zutphen          | 14-06-1853 [ e ]  | 16 september 1856 | [ 59 ] |
| Jan Slicher van Domburg                  | conservatieven            | Middelburg       | 18 september 1854 | 19-09-1858 [ d ]  | [ 60 ] |
| Bartholomeus Sloet tot Oldhuis           | thorbeckianen             | Zwolle           | 14-06-1853 [ e ]  | 16 september 1856 | [ 61 ] |
| Harm Stolte                              | conservatieven            | Amsterdam        | 14-06-1853 [ e ]  | 16 september 1856 | [ 62 ] |
| Lambertus Storm                          | thorbeckianen             | Breda            | 14-06-1853 [ e ]  | 16 september 1856 | [ 63 ] |
| Carel Storm van 's Gravesande            | conservatief-liberalen    | Deventer         | 14-06-1853 [ e ]  | 16 september 1856 | [ 64 ] |
| Martin Strens                            | liberalen                 | Roermond         | 14-06-1853 [ e ]  | 16 september 1856 | [ 65 ] |
| Pieter Taets van Amerongen tot Natewisch | conservatieven            | Leiden           | 18 september 1854 | 19-09-1858 [ d ]  | [ 66 ] |
| Johan Rudolph Thorbecke                  | thorbeckianen             | Maastricht       | 14-06-1853 [ e ]  | 16 september 1856 | [ 67 ] |
| Petrus van der Veen                      | conservatief-liberalen    | Assen            | 18 september 1854 | 19-09-1858 [ d ]  | [ 68 ] |
| Pieter Vegilin van Claerbergen           | conservatieven            | Sneek            | 14 februari 1856  | 19-09-1858 [ d ]  | [ 69 ] |
| Rembertus Westerhoff                     | thorbeckianen             | Appingedam       | 14-06-1853 [ e ]  | 16 september 1856 | [ 70 ] |
| Edmond van Wintershoven                  | thorbeckianen             | Maastricht       | 18 september 1854 | 13 maart 1855     | [ 71 ] |
| Willem Wintgens                          | conservatieven            | Delft            | 18 september 1854 | 19-09-1858 [ d ]  | [ 72 ] |
| Schelte Wybenga                          | conservatief-liberalen    | Sneek            | 28 juni 1855      | 16 september 1856 | [ 73 ] |
| Jan Zijlker                              | thorbeckianen             | Appingedam       | 18 september 1854 | 19-09-1858 [ d ]  | [ 74 ] |
| Jacob van Zuylen van Nijevelt            | thorbeckianen             | Zwolle           | 18 september 1854 | 19-09-1858 [ d ]  | [ 75 ] |

1815-1818 ·
1818-1821 ·
1821-1824 ·
1824-1827 ·
1827-1830 ·
1830-1833 ·
1833-1836 ·
1836-1839 ·
1839-1842 ·
1842-1845 ·
1845-1848 ·
1848-1849 ·
1849-1850 ·
1850-1852 ·
1852-1853 ·
1853-1854 ·
1854-1856 ·
1856-1858 ·
1858-1860 ·
1860-1862 ·
1862-1864 ·
1864-1866 ·
1866 (sep) ·
1866-1868 ·
1868-1869 ·
1869-1871 ·
1871-1873 ·
1873-1875 ·
1875-1877 ·
1877-1879 ·
1879-1881 ·
1881-1883 ·
1883-1884 ·
1884-1886 ·
1886-1887 ·
1887-1888 ·
1888-1891 ·
1891-1894 ·
1894-1897 ·
1897-1901 ·
1901-1905 ·
1905-1909 ·
1909-1913 ·
1913-1917 ·
1917-1918 ·
1918-1922 ·
1922-1925 ·
1925-1929 ·
1929-1933 ·
1933-1937 ·
1937-1946 ·
1946-1948 ·
1948-1952 ·
1952-1956 ·
1956-1959 ·
1959-1963 ·
1963-1967 ·
1967-1971 ·
1971-1972 ·
1972-1977 ·
1977-1981 ·
1981-1982 ·
1982-1986 ·
1986-1989 ·
1989-1994 ·
1994-1998 ·
1998-2002 ·
2002-2003 ·
2003-2006 ·
2006-2010 ·
2010-2012 ·
2012-2017 ·
2017-2021 ·
2021-2023 ·
2023-heden
Overzicht historische zetelverdeling